# Kina i Danmark
Kina i Danmark er en dansk kortfilm, der er instrueret af Franz Ernst efter manuskript af Kristen Bjørnkjær.

## Handling
Eventyret om den "kinesiske" folkekommune i Danmark. Kommunen, som har indført det sande folkedemokrati, fuld medbestemmelsesret på alle områder, også i erhvervslivet, lige løn for ulige arbejde, ligeret for alle - unge og gamle. Kommunen som har afskaffet brødnid og stress. Beretningen om en kommune - eller et eventyr?